# Caso Bostic contra Schaefer
Bostic contra Schaefer es un caso judicial presentado en la corte federal estadounidense en julio de 2013 que impugnaba el veto de Virginia a celebrar matrimonios igualitarios. Los demandantes ganaron el caso en la corte de distrito de Estados Unidos en febrero de 2014, y la Corte de apelaciones del circuito cuarto mantuvo la resolución el 28 de julio de 2014. Durante el proceso las autoridades del estado rechazaron defender la constitución y legislación de Virginia que vetaban los matrimonios entre personas del mismo sexo. El 20 de agosto de 2014 la Corte Suprema de los Estados Unidos dejó en suspenso pendiente de la posible apelación final la aplicación de la sentencia del circuito cuarto. 
Finalmente el 6 de octubre de 2014, la Corte Suprema rechazó admitir a trámite el auto de apelación del caso, confirmando así la sentencia de la corte de distrito.

## Demanda
El 28 de julio de 2013 Timothy Bostic y Tony London, dos hombres gais que vivían en Norfolk (Virginia) y mantenían una relación desde 1989, presentaron una demanda en la Corte de distrito de Estados Unidos para el distrito oriental de Virginia contra el veto del estado sobre los matrimonios homosexuales. El caso fue presentado por los abogados Erik Porcaro, Robert Ruloff, Thomas Shuttleworth y Charles Lustig en representación de Tim Bostic y Tony London. Se citaba al gobernador de Virginia, Bob McDonnell, como principal demandado. Tras el abandono del cargo de McDonnell en 2014, el caso se redefinió como Bostic contra Rainey, siendo Janet Rainey, la registradora civil jefe del estado, el demandado principal. Una pareja de lesbianas, Carol Schall y Mary Townley, casadas en California y con un hijo adolescente, se unieron al caso como demandantes. El 30 de septiembre los abogados de la American Foundation for Equal Rights (Fundación estadounidense para la igualdad de derechos), Theodore Olson y David Boies, se unieron al equipo legal de la demanda.
El 23 de enero de 2014, (a menos de dos semanas de haber tomado posesión de su cargo) el abogado general de Virginia, Mark Herring anunció que su oficina no defendería más al estado en la demanda Bostic y que en su lugar actuaría en favor de los demandantes. El gobernador Terry McAuliffe apoyo su decisión. La juez Arenda L. Wright Allen escuchó los argumentos de la vista oral el 4 de febrero de 2014, con los abogados del secretario judicial de la corte del circuito para la ciudad de Norfolk defendiendo el veto del estado a los matrimonios entre personas del mismo sexo.

## Sentencia de la Corte del distrito
El 13 de febrero la juez Wright Allen sentenció que era inconstitucional el veto legal y constitucional de Virgina a los matrimonios entre personas del mismo sexo, Bostic v. Rainey, 970 suplemento federal 2d 456 (E.D. Va. 2014). Dictaminó que el matrimonio es un derecho fundamental, y que por ello la limitación del derecho al matrimonio es objeto de un escrutinio estricto, lo que significa que necesita convincentes intereses del estado que lo justifiquen. Consideró que los argumentos de Virginia en defensa del veto no llegaban a tal criterio de revisión, y que ni siquiera alcanzaban la revisión racional básica, el criterio judicial mínimo requerido. Se dejó la aplicación de la sentencia pendiente de apelación por si el estado la solicitaba. En ese momento la decisión «representó el mayor avance en el sur [de EEUU] para los defensores del matrimonio homosexual».

## Actuación de la Corte de apelaciones
El 10 de marzo de 2014 la Corte de apelaciones del circuito cuarto permitió a las parejas de otro caso, Harris contra McDonnell, representadas por Lambda Legal y la Unión Estadounidense por las Libertades Civiles (ACLU por sus siglas en inglés), intervenir en el caso Bostic. Los abogados que presentaron la apelación en el caso Bostic se habían opuesto a que se les permitiera intervenir. La corte estableció un calendario rápido para el caso, ahora denominado Bostic contra Schaefer, y lo asignó como caso número 14-1167, para que se completara el 30 de abril, y las exposiciones se realizaran el 13 de mayo de 2014.
Las argumentaciones en el circuito cuarto se realizaron ante los jueces Roger L. Gregory, Paul V. Niemeyer y Henry F. Floyd, que se caracterizaron por estar muy divididos, mostrando los dos primeros jueces grandes diferencias de opinión sobre el caso. El tercer juez se mantuvo al margen. Niemeyer mantuvo que el derecho fundamental al matrimonio se refería a «la unión entre marido y esposa», como reconocía la Corte Suprema de EE. UU., y de la relación y unión entre personas del mismo sexo dijo que: «No funciona biológicamente» y que denominarlo matrimonio es «jugar con el lenguaje». En diametral opinión, Gregory preguntó: «¿Por qué quiere negar a [los hijos] todas esas cosas cálidas y sanas del matrimonio? ... ¿Cree que el hijo ama menos a esos padres porque son padres del mismo sexo?» y exigió al abogado defensor que contestara.
Finalmente Gregory opinó que el caso era una «estación de tránsito» hacia la Corte Suprema, Niemeyer indicó que «Quizás deberíamos decir simplemente: pasamos, y dejar que el caso siga adelante» y Floyd lo consideró como el caso Estados Unidos contra Windsor tratando con el principio del federalismo.

## Sentencia de la Corte de apelaciones
El 28 de julio de 2014, el tribunal del cuarto determinó, por dos votos contra uno, a favor de derogar el veto de Virginia al matrimonio igualitario. El juez Henry Floyd, que se había descrito como la parte neutral entre las opiniones diametralmente divididas, redactó la opinión de la mayoría. La conclusión mayoritaria fue que «los vetos de Virginia a los matrimonios entre personas del mismo sexo infringen el derecho fundamental de los ciudadanos al matrimonio».

### Fundamento
En la sentencia, la opinión mayorítaria primero tiene que abordar el tema de la fundamento legal: «Schaefer basa su argumentación que los demandantes carecen de fundamento para reclamar sobre la idea de que todo demandante debe tener fundamento al igual que cada demandado». Sin embargo, la Corte Suprema ha dejado claro que «la presencia de una parte con fundamento es suficiente para satisfacer el requisito caso o controversia del artículo III.» Como a una de las parejas se le denegó la licencia matrimonial, esa «denegación de la licencia constituye un perjuicio con causas de fundamento.»  En cuanto a la segunda pareja, que se casó legalmente en California pero no solicitó una licencia, la corte también encuentra fundamento, de dos formas: 

Primero, en casos de igual protección—como este caso—cuando el gobierno erige una barrera que hace más difícil a los miembros de un grupo obtener un beneficio que existe para miembros de otro grupo, (...) el perjuicio de hecho (...) es la denegación del tratamiento igual resultante de la imposición de la barrera[.] Las leyes de matrimonio de Virginia erigen tal barrera, lo que evita que las parejas de personas del mismo sexo obtengan los beneficios emocionales, sociales y económicos que las parejas de personas de distintos sexos logran con el matrimonio. Segundo, (...) el perjuicio de estigmatización derivado del trato discriminatorio es suficiente para satisfacer el requisito de fundamento por perjuicio si el demandante identifica algún interés concreto con respecto a lo que [el o ella] es personalmente objeto de tratamiento discriminatorio y ese interés (...) independientemente satisface los requerimientos de causalidad de la doctrina de fundamento. (Se omiten las citas internas)

En cuanto a las cualidades del caso, la mayoría tiene que vencer la presunción de que el caso Baker contra Nelson domina sobre este. Nada que se haya tratado en «todas las cortes federales que consideraron este tema desde que la Corte Suprema decidiera United States v. Windsor, 133 S. Ct. 2675 (2013), ha alcanzado la misma conclusión», la mayoría enumera los casos y decide que los desarrollos doctrinales desde que se ha mermado la «fuerza del lazo» que un sumario desestimó como en el caso Baker. La opinión mayoritaria enumera las principales decisiones de protección igualitaria desde  Baker, como Craig contra Boren, Romer contra Evans, y el mismo Windsor.

### Nivel de escrutinio
En cuanto a las reclamaciones de nivel de escrutinio a los demandados según la decimocuarta enmienda, la opinión mayoritaria decide que el nivel de escrutinio constitucional aplicado sea: «Según las cláusulas de proceso debido y protección igualitaria, la interferencia con un derecho fundamental se justifica la aplicación del escrutinio estricto.» Se observa que tanto los opositores como los defensores del veto de Virginia están de acuerdo en que el matrimonio es un derecho de este tipo, pero discrepan si se incluye al «matrimonio entre personas del mismo sexo». Mencionando Loving contra Virginia, Zablocki contra Redhail y Turner como Safley, la mayoría afirma que: «Durante décadas la Corte Suprema ha demostrado que el derecho al matrimonio es una libertad expansiva que puede ampliarse para acomodarse a los cambios de las normas sociales. (...) Estos casos no limitan los derechos en cuestiones como 'el derecho al matrimonio interracial', 'el derecho de la gente que tiene manutención de hijos a casarse' o 'el derecho de los reclusos a casarse'. De hecho, se habla de un amplio derecho al matrimonio que no se restringe según las características de los individuos que piden ejercitan ese derecho.»

### Análisis bajo escrutinio estricto
Concluyendo que el derecho fundamental al matrimonio incluye al matrimonio entre personas del mismo sexo, la mayoría procede al análisis según el escrutinio estricto. El estado hace varios argumentos en relación con justificar el veto: «(1) Los intereses de base federalista de Virginia a mantener el control sobre la definición de matrimonio dentro de sus fronteras, (2) la historia y la tradición del matrimonio entre personas de distinto sexo, (3) la protección de la institución del matrimonio, (4) animar a la procreación responsable, y (5) promover el ambiente óptimo para la crianza de los hijos.» Respecto al primer argumento, y citando Schuette contra la Coalición para la defensa de Acción afirmativa, el estado indica que los votantes de Virginia tienen el derecho a determinar lo que es el matrimonio. La mayoría contraargumenta razonando que «La voluntad del pueblo no es un interés convincente e independiente que justifique privar a las parejas del mismo sexo a su derecho fundamental al matrimonio» y cita el caso Consejo de Educación de Virginia Occidental contra Barnette:

El propósito principal de una Declaración de Derechos era retirar ciertos temas de las vicisitudes de la controversia política, para colocarlos fuera del alcance de las mayorías y las autoridades y establecerlos como principios jurídicos que deben aplicarse por los tribunales. El derecho a la vida, la libertad, y la propiedad, la libertad de expresión, la libertad de prensa, la libertad de culto y de reunión, y otros derechos fundamentales no pueden estar sometidos al voto; no dependen del resultado de ninguna elección.

Respecto al segundo argumento, la mayoría responde citando el caso Heller contra Doe ex rel. Doe: «La Corte Suprema ha dejado claro que, incluso bajo la revisión racional básica, la ascendencia antigua de un concepto jurídico no le confiere inmunidad contra los ataques.» Para desestimar los argumentos tercero y cuarto, la mayoría indica que la Corte Suprema separó el vínculo entre el matrimonio y los hijos y sostuvo el derecho a no procrear en el caso Griswold contra Connecticut:

El matrimonio es una unión para lo bueno o para lo malo, es de esperar que duradera, e íntima al grado de ser sagrada. Es una asociación que promueve una forma de vida, no las causas; una armonía en la vida, no las creencias políticas; una lealtad bilateral, no proyectos comerciales o sociales. Sin embargo, es una asociación para un fin tan noble como cualquier otro involucrado con nuestras decisiones anteriores.

Además afirma: «Si Virginia busca asegurar la procreación responsable por medio del veto al matrimonio entre personas del mismo sexo, las leyes son lamentablemente excluyentes. Las parejas del mismo sexo no son la única categoría de parejas que no pueden reproducirse accidentalmente. Por ejemplo, las parejas del mismo sexo no pueden procrear de forma inintencionada si incluyen a una mujer postmenopáusica o un individuo con una condición médica que evite la concepción sin asistencia... Por lo tanto rechazamos... que se intente diferenciar a las parejas del mismo sexo de las demás parejas que no pueden procrear accidentalmente. Porque las parejas del mismo sexo y las parejas infértiles de distinto sexo están en una situación similar, la cláusula de protección igualitaria desaconseja tratar a estos dos grupos de forma diferente.» Además, el «argumento de la procreación responsable se tambalea también por otra razón. El escrutinio estricto requiere que los recursos del estado demuestren su interés convincente (...) Prohibir el matrimonio a las parejas del mismo sexo o ignorar sus matrimonios fuera del estado no sirve el objetivo de Virginia de evitar los nacimientos extramatrimoniales. Aunque las parejas del mismo sexo no puedan procrear accidentalmente, pueden y tienen hijo por medio de otros métodos.»
Finalmente, sobre el argumento de la crianza óptima de los hijos, la mayoría encuentra que los argumentos sobre el tema de las parejas del mismo sexo y los amici que los apoyan son «extremadamente persuasivos». Sin embargo, la mayoría no necesita resolver la disputa, en primer lugar, en United States contra Virginia se indica que «bajo un escrutinio intensificado los estados no pueden apoyar una ley usando generalizaciones imprecisas sobre los diferentes talentos, capacidades, o preferencias de los grupos en cuestión». (se omiten las citas internas), y en segundo lugar, «el escrutinio estricto requiere congruencia entre los medios de la ley y su fin. Esta congruencia está ausente aquí. No hay absolutamente ninguna razón para sospechar que prohibir el matrimonio a las parejas del mismo sexo y negando el reconocimiento de sus matrimonios fuera del estado cause que las parejas del mismo sexo críen menos niños o incite a las parejas heterosexuales casadas a criar más hijos.

### Conclusión
La mayoría concluyó que:

Reconocemos que el matrimonio entre parejas del mismo sexo incomoda profundamente a algunas personas. Sin embargo, la inercia y  la aprensión no son bases para denegar a las parejas del mismo sexo el proceso debido y la protección igualitaria de las leyes. El matrimonio civil es uno de los pilares de nuestra forma de vida. Permite a los individuos celebrar y declarar públicamente su intención de formar parejas de por vida, lo que proporciona una intimidad sin parangón, compañerismo, apoyo emocional y seguridad. La elección de casarse o no y con quién es una decisión intrínsecamente personal que altera el curso de la vida de un individuo. Negar a las parejas del mismo sexo esta elección les prohíbe participar plenamente en nuestra sociedad, que es precisamente el tipo de segregación que la Decimocuarta Enmienda no puede consentir.

### Disensión
El juez Niemeyer disintió de la sentencia. Citando el caso Washington contra Glucksberg, rechazó el razonamiento de la mayoría:

Este análisis es fundamentalmente erróneo porque no tiene en cuenta que el "matrimonio" que durante mucho tiempo ha sido reconocido por el Tribunal Supremo como un derecho fundamental es distinto de la relación propuesta recientemente de un "matrimonio entre personas del mismo sexo". Y este fallo es incluso más pronunciado por el conocimiento de la mayoría de que el matrimonio entre personas del mismo sexo es una noción nueva que no ha sido reconocida «durante la mayor parte de la historia de nuestro país.»

En opinión de Niemeyer, la acción correcta a seguir sería revertir la sentencia anterior y respaldar la determinación política de Virginia de definir el matrimonio.

## Procedimiento tras la apelación
La orden del juzgado del caso establece: «Esta sentencia se hará definitiva y entrará en efecto en el momento de expedición de este mandado de este tribunal según Fed. R. App. P. No entre en vigor inicialmente. Así, en beneficio de la justicia, los demandados tienen al menos 21 días para objetar o solicitar una auciencia o una audiencia en banco. El circuito cuarto—en respuesta del fiscal general de Virginia sobre los tiempos del mandato—afirmó que según las reglas federales del procedimiento en apelaciones 41(b) y el registro actual, el mandato entraría en vigor el 21 de agosto de 2014.
Michelle McQuigg, un funcionario del condado de Virginia y demandado interviniente en el caso, solicitó alegar al circuito cuarto su mandato en el caso. El 13 de agosto de 2014, el juez Floyd, con la coincidencia del juez Gregory, rechazó la moción del demandado interviniente por una votación de 2–1, con el voto a favor del juez Niemeyer. McQuigg presentó una apelación a la Corte Suprema de Estados Unidos y solicitó al alto tribunal que paralizara el mandato del circuito cuarto hasta que se tramitara su petición.
El Presidente del Tribunal Supremo John Roberts, en calidad de juez de circuito para el circuito cuarto, solicitó a los abogados de las parejas del mismos sexo demandates que enviaran una respuesta a la solicitud de alegación el 18 de agosto de 2014. Remitió el asunto al pleno del tribunal, suspendiendo la ejecución de la sentencia hasta el 20 de agosto.

## Reacciones y rechazo del Supremo
El gobernador demócrata de Virginia Terry McAuliffe dijo que estaba «encantado» con la sentencia: «Esta es una sentencia histórica para nuestra comunidad, y su efecto afirmará una vez más que Virginia es un estado que está abierto y da la bienvenida a todos.»
El día de la decisión del circuito cuarto, el fiscal general de Carolina del Norte Roy Cooper anunció que no defendería más el veto de su estado al matrimonio de personas del mismo sexo. Dijo que a causa de que todos los jueces de Carolina del Norte estaban obligados por el precedente del cuarto circuito, «hoy sabemos que nuestra ley casi seguramente también será derogada. En pocas palabras, es tiempo de dejar de hacer alegatos vamos a perder y en su lugar de seguir adelante sabiendo que la resolución final probablemente vendrá de la Corte Suprema de Estados Unidos». Ralph Reed, portavoz de Faith and Freedom Coalition dijo que la actitud de Cooper «viola su obligación solemne de proteger y defender la constitución y las leyes del estado». Dijo que Cooper se equivocaba al pensar que la sentencia relativa a Virginia dejaba inoperante el juramento de su cargo.
Un portavoz del fiscal general de Carolina del Sur, Alan Wilson, dijo que continuaría la defensa del veto de su estado a los matrimonios entre personas del mismo sexo y que «Finalmente, esto finalmente será una decisión de la Corte Suprema de EEUU. La gente no debería apresurarse a actuar o reaccionar hasta ese momento, cuando se haya tomado una decisión del más alto tribunal de nuestra tierra.»
El 9 de octubre de 2014, el gobernador de Virginia Occidental Ray Tomblin anunció que iba a ordenar a las agencias del estado actuar conforme a la resolución del caso Bostic, al saberse que el Tribunal Supremo de Estados Unidos había rechazado admitir a trámite la apelación. El estado empezó a emitir licencias de matrimonio a parejas del mismo sexo el mismo día.